# 0425
0425 è il prefisso telefonico del distretto di Rovigo, appartenente al compartimento di Venezia.
Il distretto comprende la parte occidentale della provincia di Rovigo e alcuni comuni della provincia di Padova. Confina con i distretti di Legnago (0442), di Este (0429) e di Padova (049) a nord, di Adria (0426) a est, di Ferrara (0532) a sud e di Ostiglia (0386) a ovest.

## Aree locali e comuni
Il distretto di Rovigo comprende 47 comuni compresi nelle 3 aree locali di Badia Polesine (ex settori di Badia Polesine, Castelmassa e Trecenta), Lendinara (ex settori di Fiesso Umbertiano e Lendinara) e Rovigo (ex settori di Crespino e Rovigo). I comuni compresi nel distretto sono: Arquà Polesine, Badia Polesine, Bagnolo di Po, Barbona (PD), Bergantino, Boara Pisani (PD), Bosaro, Calto, Canaro, Canda, Castelbaldo (PD), Castelguglielmo, Castelmassa, Castelnovo Bariano, Ceneselli, Ceregnano, Costa di Rovigo, Crespino, Ficarolo, Fiesso Umbertiano, Frassinelle Polesine, Fratta Polesine, Gaiba, Gavello, Giacciano con Baruchella, Guarda Veneta, Lendinara, Lusia, Masi (PD), Melara, Occhiobello, Piacenza d'Adige (PD), Pincara, Polesella, Pontecchio Polesine, Rovigo, Salara, San Bellino, San Martino di Venezze, Stanghella (PD), Stienta, Trecenta, Vescovana (PD), Villadose, Villamarzana, Villanova del Ghebbo e Villanova Marchesana .